# سویه لامبدای سارس کووید ۲
سویه لامبدا (به انگلیسی: Lambda variant) که همچنین به عنوان نسب C.37 شناخته می‌شود، نوعی از سارس کووید است، ویروسی که باعث کووید ۱۹ می‌شود. این سویه اولین بار اوت ۲۰۲۰ در پرو شناسایی شد. در ۱۴ ژوئن ۲۰۲۱، سازمان جهانی بهداشت آن را نوع لامبدا نامید و آن را به عنوان یک نوع مورد توجه تعیین کرد. این نوع در سراسر جهان گسترش یافته‌است و در مقایسه با سایر سویه‌ها در برابر خنثی سازی آنتی‌بادی‌ها مقاومت بیشتری دارد. همچنین پیشنهاد می‌شود که نوع لامبدا نسبت بهسویه آلفا و/یا گاما می‌تواند عفونی تر و مقاوم تر در برابر واکسن باشد.

## آمار
| موارد بر اساس کشور (به روز شده تا ۲۳ اوت ۲۰۲۱) GISAID | موارد بر اساس کشور (به روز شده تا ۲۳ اوت ۲۰۲۱) GISAID | موارد بر اساس کشور (به روز شده تا ۲۳ اوت ۲۰۲۱) GISAID |
| کشور                                                  | نمونه تأیید شده                                       | تاریخ گردآوری                                         |
| ----------------------------------------------------- | ----------------------------------------------------- | ----------------------------------------------------- |
| شیلی                                                  | ۱٬۴۸۹                                                 | ۱۳ ژوئیه ۲۰۲۱                                         |
| ایالات متحده آمریکا                                   | ۸۴۸                                                   | ۵ اوت ۲۰۲۱                                            |
| پرو                                                   | ۱٬۴۸۰                                                 | ۱۵ ژوئن ۲۰۲۱                                          |
| اکوادور                                               | ۱۹۴                                                   | ۲۰ ژوئیه ۲۰۲۱                                         |
| مکزیک                                                 | ۱۸۹                                                   | ۱۴ ژوئیه ۲۰۲۱                                         |
| اسپانیا                                               | ۱۲۴                                                   | ۷ ژوئیه ۲۰۲۱                                          |
| آرژانتین                                              | ۱۱۱                                                   | ۲۴ ژوئن ۲۰۲۱                                          |
| آلمان                                                 | ۸۷                                                    | ۱۳ ژوئیه ۲۰۲۱                                         |
| فرانسه                                                | ۵۶                                                    | ۱۹ ژوئیه ۲۰۲۱                                         |
| کلمبیا                                                | ۵۱                                                    | ۲۹ ژوئن ۲۰۲۱                                          |
| اسرائیل                                               | ۲۵                                                    | ۹ مه ۲۰۲۱                                             |
| سوئیس                                                 | ۸                                                     | ۲۵ ژوئیه ۲۰۲۱                                         |
| کانادا                                                | ۲۶                                                    | ۲۱ ژوئن ۲۰۲۱                                          |
| هلند                                                  | ۳                                                     | ۱۱ ژوئیه ۲۰۲۱                                         |
| سنت کیتس و نویس                                       | ۱۰                                                    | ۶ ژوئن ۲۰۲۱                                           |
| بلژیک                                                 | ۲                                                     | ۲۳ ژوئیه ۲۰۲۱                                         |
| بریتانیا                                              | ۸                                                     | ۱۰ ژوئیه ۲۰۲۱                                         |
| ایتالیا                                               | ۱۲                                                    | ۲۶ ژوئن ۲۰۲۱                                          |
| برزیل                                                 | ۷                                                     | ۲۱ ژوئن ۲۰۲۱                                          |
| هند                                                   | ۶                                                     | ۱۲ آوریل ۲۰۲۱                                         |
| دانمارک                                               | ۱                                                     | ۱۱ اوت ۲۰۲۱                                           |
| سوئد                                                  | ۱                                                     | ۱۵ ژوئیه ۲۰۲۱                                         |
| آفریقای جنوبی                                         | ۳                                                     | ۱۴ ژوئیه ۲۰۲۱                                         |
| پرتغال                                                | ۱                                                     | ۱۰ ژوئن ۲۰۲۱                                          |
| قطر                                                   | ۳                                                     | ۱۳ آوریل ۲۰۲۱                                         |
| لتونی                                                 | ۲                                                     | ۳۰ آوریل ۲۰۲۱                                         |
| آروبا                                                 | ۲                                                     | ۲ ژوئن ۲۰۲۱                                           |
| بولیوی                                                | ۱                                                     | ۲ ژوئن ۲۰۲۱                                           |
| اروگوئه                                               | ۱                                                     | ۱۵ آوریل ۲۰۲۱                                         |
| استرالیا                                              | ۱                                                     | ۳ آوریل ۲۰۲۱                                          |
| لیتوانی                                               | ۱                                                     | ۱۹ مه ۲۰۲۱                                            |
| نروژ                                                  | ۱                                                     | ۷ ژوئیه ۲۰۲۱                                          |
| استونی                                                | ۱                                                     | ۱ آوریل ۲۰۲۱                                          |
| روسیه                                                 | ۱                                                     | ۲۱ مارس ۲۰۲۱                                          |
| فنلاند                                                | ۱                                                     | ۳۱ مه ۲۰۲۱                                            |
| ترکیه                                                 | ۱                                                     | ۸ فوریه ۲۰۲۱                                          |
| بنگلادش                                               | ۱                                                     | ۲۰ مارس ۲۰۲۱                                          |
| ژاپن                                                  | ۱                                                     | ۷ اوت ۲۰۲۱                                            |
| فیلیپین                                               | ۱                                                     | ۱۵ اوت ۲۰۲۱                                           |
| ونزوئلا                                               | ۲                                                     | ۵ مه ۲۰۲۱                                             |
| مایوت                                                 | ۱                                                     | ۱۵ ژوئیه ۲۰۲۱                                         |
| السالوادور                                            | ۳                                                     | ۳۰ آوریل ۲۰۲۱                                         |
| گواتمالا                                              | ۱                                                     | ۳ ژوئیه ۲۰۲۱                                          |
| کاستاریکا                                             | ۴                                                     | ۲۰ ژوئیه ۲۰۲۱                                         |
| جهان (۴۴ کشور)                                        | کل: ۴٬۷۶۳                                             | مجموع تا ۲۳ اوت ۲۰۲۱                                  |